# Barbus treurensis
Barbus treurensis је зракоперка из реда Cypriniformes и фамилије Cyprinidae. 

## Угроженост
Ова врста се сматра угроженом.

## Распрострањење
Ареал врсте је ограничен на једну државу. 
Јужноафричка Република је једино познато природно станиште врсте.

## Станиште
Станиште врсте су слатководна подручја. 